# Psittacanthus truncatus
Psittacanthus truncatus là một loài thực vật có hoa trong họ Loranthaceae. Loài này được Kuijt miêu tả khoa học đầu tiên năm 1986.